# R. J.
R. J., auch RJ (* 9. November 1991; bürgerlich Ronald Hodge) ist ein US-amerikanischer Sänger und Rapper, der zusammen mit Pitbull und der Single U Know It Ain’t Love bekannt wurde.

## Musikalische Karriere
R. J. wurde am 9. November 1991 in Los Angeles geboren und begann mit sechs Jahren gemeinsam mit seiner Schwester Musik zu machen und machte bei mehreren Talent-Shows mit. 2008 nahm er an der US-amerikanischen Casting-Show American Idol teil, wobei er dort lediglich unter die Top 50 kam. Daraufhin begann er Cover-Songs von Künstlern wie Michael Jackson, Lil Wayne oder Usher, die ihn auch für seine späteren, eigenen Songs inspirierten, auf seinem YouTube-Kanal einzustellen.
Im Sommer 2011 wurde das Plattenlabel Kontor Records auf ihn aufmerksam und nahm ihn unter Vertrag. Seine erste Single trug den Namen U Know It Ain’t Love und wurde mit dem US-amerikanischen Rapper Pitbull aufgenommen. Sie erschien am 28. November 2011 und erreichte in Deutschland, Österreich und der Schweiz die offiziellen Single-Charts.
Seine zweite Single Baby It’s the Last Time konnte sich ebenfalls in den deutschen und österreichischen Charts platzieren. Sie enthält Vocals von ihm, Qwote und Flo Rida. Baby It’s the Last Time wurde am 18. Mai 2012 veröffentlicht. Der Song ist auf dem Sampler Kontor House of the House Vol. 15 zu finden.
Die Singles von R. J. bestehen immer aus zwei Versionen, die jeweils vom Schweizer DJ David May geremixt wurden. Zudem gibt es mehrere Remixe von verschiedenen DJs. Seine Songs werden auch von David May produziert, sowie von Mays Songwriter- und Komponisten-Team geschrieben und komponiert.
Im August 2012 wurden zwei neue Singles angekündigt. Die erste trägt den Namen Live 4 Die 4 hier arbeitete er erneut mit Rapper Pitbull zusammen. So wie auch bei der zweiten Single 100% Freaky, wo auch A-Roma und Play N Skillz mitwirkten. Beide Songs wurden wieder von David May gemixt und auf den Kontor-Kompilationen vorgestellt. Die beiden Singles wurden am 14. September 2012 veröffentlicht.
Am 7. Dezember 2012 erschien der Song Always als Single, bei der er als Gastmusiker mit DJ Raafy mitwirkte. Zudem traten auch der US-amerikanische Rapper Snoop Dogg, sowie das Hip-Hop-Duo Play N’ Skillz in Erscheinung. Der Titel wurde auf der Kontor Top of the Clubs Vol. 57 vorgestellt. Der Titel wurde vom DJ-Duo E-Partment gemixt.
Im Juni 2013 wurde die Single Missin’ Ya in Zusammenarbeit mit Wiz Khalifa, P. Diddy und Dorrough. Allerdings wurde die Single-Version dieses Mal nicht von David May, sondern von Kriss Raize gemixt. Vorgestellt wurde der Song auf der Kontor Top of the Clubs Vol. 59. Neben Kontor Records veröffentlichten auch Subside Records und Oceanlight Productions den Track.

## Diskografie

### Alben
- 2013: Emotions

### Singles
| Jahr | Titel Album             | Höchstplatzierung, Gesamtwochen, AuszeichnungChartplatzierungen (Jahr, Titel, Album, Platzierungen, Wochen, Auszeichnungen, Anmerkungen) | Höchstplatzierung, Gesamtwochen, AuszeichnungChartplatzierungen (Jahr, Titel, Album, Platzierungen, Wochen, Auszeichnungen, Anmerkungen) | Höchstplatzierung, Gesamtwochen, AuszeichnungChartplatzierungen (Jahr, Titel, Album, Platzierungen, Wochen, Auszeichnungen, Anmerkungen) | Anmerkungen                                               |
| Jahr | Titel Album             | DE | AT | CH | Anmerkungen                                               |
| ---- | ----------------------- | --- | --- | --- | --------------------------------------------------------- |
| 2011 | U Know It Ain’t Love    | DE49 (9 Wo.)DE | AT52 (2 Wo.)AT | CH43 (2 Wo.)CH | Erstveröffentlichung: 5. Dezember 2011 feat. Pitbull      |
| 2012 | Baby It’s the Last Time | DE93 (1 Wo.)DE | AT59 (1 Wo.)AT | — | Erstveröffentlichung: 18. Mai 2012 feat. Qwote & Flo Rida |

### Weitere Veröffentlichungen
- 2011: Live 4 Die 4 (mit Pitbull)
- 2012: 100% Freaky (mit A-Roma, Pitbull & Play N Skillz)
- 2012: Always (mit DJ Raafy, Play N Skillz & Snoop Dogg)
- 2013: Missin’ Ya (feat. Wiz Khalifa, P. Diddy, Dorrough)